# Escópia 2014

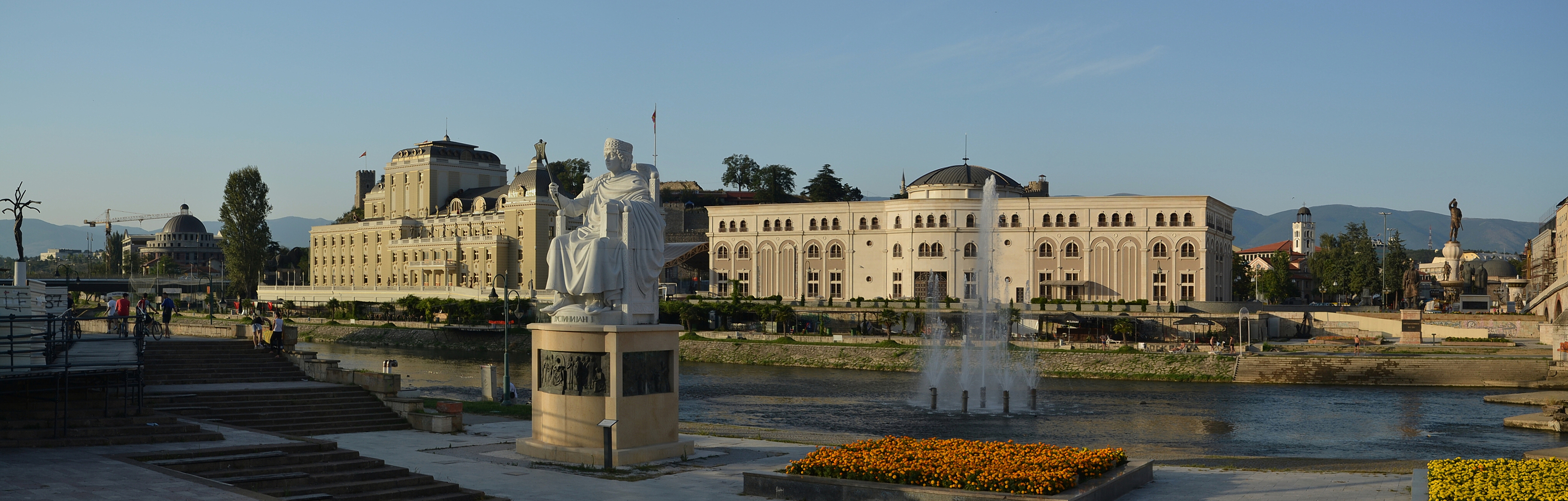
Vista dos edifícios terminados após o terremoto de 1963 (2014)

Escópia 2014 (em macedônio/macedónio:  Скопје 2014) foi um projeto financiado pelo Governo da República da Macedônia, baseado na ideologia do então partido dominante VMRO-DPMNE, com o objetivo de dar à capital, Escópia, um apelo mais clássico. O projeto, anunciado oficialmente em 2010, consistiu principalmente na construção de faculdades, museus e edifícios governamentais, bem como na construção de monumentos representando figuras históricas da região da Macedônia. Cerca de 20 edifícios e mais de 40 monumentos foram construídos como parte do projeto.
De fato, este projeto político é um de construção de nações e tenta impor uma nova narrativa revisionista da história da Macedônia, promovendo a identidade macedônica, com uma continuidade ininterrupta desde a antiguidade ao longo da Idade Média até aos tempos modernos. O projeto Escópia 2014 tem sido criticado por vários grupos desde o momento em que foi anunciado pela primeira vez, sendo taxado de kitsch historicista-nacionalista. O Escópia 2014 também gerou polêmica por seu custo, para o qual as estimativas variam de 80 a 500 milhões de euros.
Macedonia Square before the commencement of Skopje 2014 (top) and after the addition of many monuments and façade reconstructions (bottom)
O projeto Escópia 2014 englobou a construção, de 2010 a 2014, de 136 estruturas construídas a um custo de mais de US $ 700 milhões.
Em fevereiro de 2018, as autoridades e instituições do país anunciaram a suspensão do projeto e a criação de uma Comissão para considerar a remoção de seus controversos monumentos e estátuas.

## Contexto

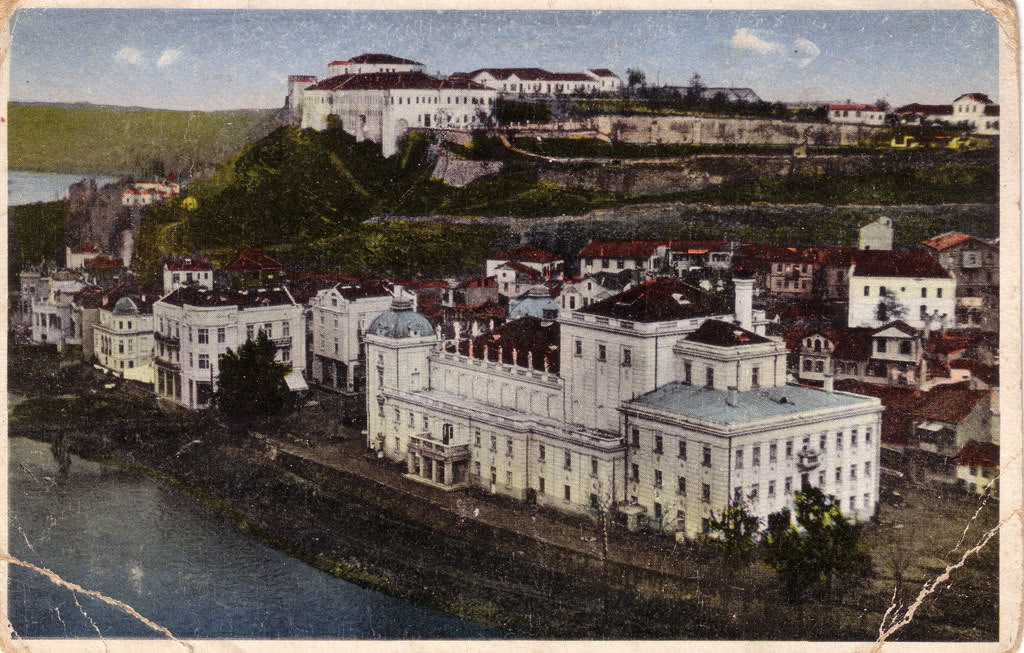
O Teatro Nacional e a Fortaleza de Kale antes do terremoto de 1963

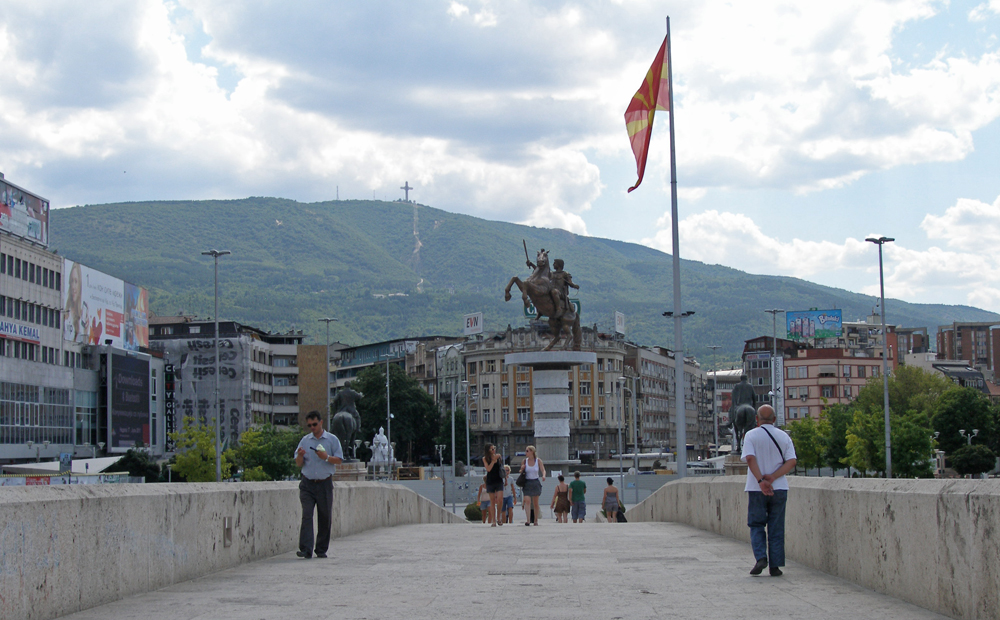
Vista em direção à Praça da Macedônia, a partir da Ponte de Pedra em julho de 2011. São visível as estátuas de Dame Gruev, Goce Delčev, Tsar Samuil e o monumento em construção "Guerreiro em um cavalo"

O terremoto de Escópia de 1963 destruiu aproximadamente 80% da cidade, incluindo a maioria dos edifícios neoclássicos na parte central de Escópia.. A reconstrução que se seguiu viu a construção de uma arquitetura modernista predominantemente simples. Esta é uma das razões dadas pelo governo VMRO-DPMNE para a necessidade do projeto, para dar a Escópia uma imagem mais monumental e visualmente agradável. Outra razão é restaurar o sentimento de orgulho nacional e criar uma atmosfera mais metropolitana. Em um discurso na inauguração da Porta Macedônia, em janeiro de 2012, o então primeiro-ministro Nikola Gruevski afirmou que Escópia 2014 foi uma ideia sua.

### Críticas
O projeto Escópia 2014 tem sido criticado por vários grupos desde o momento em que foi anunciado pela primeira vez. O custo do projeto é estimado entre 80 e mais de 500 milhões de euros e é visto por muitos como um desperdício de recursos em um país com altos índices de desemprego e pobreza. O projeto é também considerado por críticos como uma distração desses problemas.
A União Social Democrática da Macedônia, o principal partido da oposição, se opõe ao projeto e alegou que os monumentos poderiam ter custado de seis a dez vezes menos do que o que o governo pagou.
O projeto é visto como parte da política de "antiquização" do governo, na qual o país procura reivindicar figuras antigas da Macedônia, como Alexandre, o Grande, e Filipe II da Macedônia. O momento do projeto, após a recusa em convidar do país para a OTAN devido a sua contínua disputa com a Grécia, levou à especulação de que o projeto é uma retaliação ou uma tentativa de pressionar a Grécia. Alguns moradores vêem o esquema como a personificação do nacionalismo por um governo conservador focado tanto em dar à metrópole um cirurgia plástica quanto em mudar a história da nação e descrevê-lo como uma mini-Las Vegas, enquanto outros apreciam a sua estética clássica.
Sam Vaknin, um ex-assessor de Nikola Gruevski, afirmou que o projeto não é antigrego ou antibúlgaro, mas antialbanês. Em uma entrevista, ele disse que "a antiquização tem um duplo objetivo, que é marginalizar os albaneses e criar uma identidade que não permita que os albaneses se tornem macedônios". O projeto, no entanto, mais tarde incluiu representações de albaneses étnicos nos monumentos, incluindo Nexhat Agolli, Josif Bageri e Pjetër Bogdani, bem como outros na Ponte da Arte, e inclui a construção da Praça Skanderbeg.
Arquitetos têm criticado a estética do projeto e acreditam que o dinheiro poderia ter sido gasto na construção de edifícios mais modernos. Ele também tem sido descrita como kitsch nacionalista, que "traz uma história desconhecida" para os cidadãos, o atual primeiro-ministro Zoran Zaev o rotulou como um "projeto idiota".

### 2018
No final de fevereiro de 2018, o governo e as instituições da República da Macedônia anunciaram a paralisação do Escópia 2014 e começaram a retirar monumentos e estátuas controversas. O Ministério da Cultura macedônio também criou uma Comissão para discutir a possibilidade de remover o restante delas, como a de Alexandre, o Grande, e a de Filipe II da Macedônia. Como primeiro passo, o monumento de Andon Kyoseto foi desmontado, um dos mais controversos do projeto. Em junho de 2018, o Governo macedônio, anunciou que o monumento seria renomeado e marcado com inscrições honrando a amizade grego-macedônica.

## Planos

### Pontes

#### Novas construções

##### Ponte da Arte
O projeto Escópia 2014 previa a construção de duas novas pontes para pedestres cruzando o Vardar, no centro da cidade. Uma delas é a Ponte da Arte, que foi construída entre a Ponte da Liberdade e a Ponte das Civilizações Macedônicas. Custou 2,5 milhões de euros. A ponte inclui 29 esculturas, com 14 em cada extremidade e uma no centro. Ela tem 83 metros de comprimento e 9,2 metros de largura.

##### Ponte das Civilizações Macedônicas
A outra ponte construída como parte do projeto é a Ponte das Civilizações Macedônicas. Situado entre a Ponte de Pedra e a Ponte da Arte, ela começou a ser construída em 2011. A ponte pedonal incluir 28 de esculturas e custou cerca de 1,5 milhões de euros.

#### Renovações de pontes existentes

##### Ponte da Liberdade

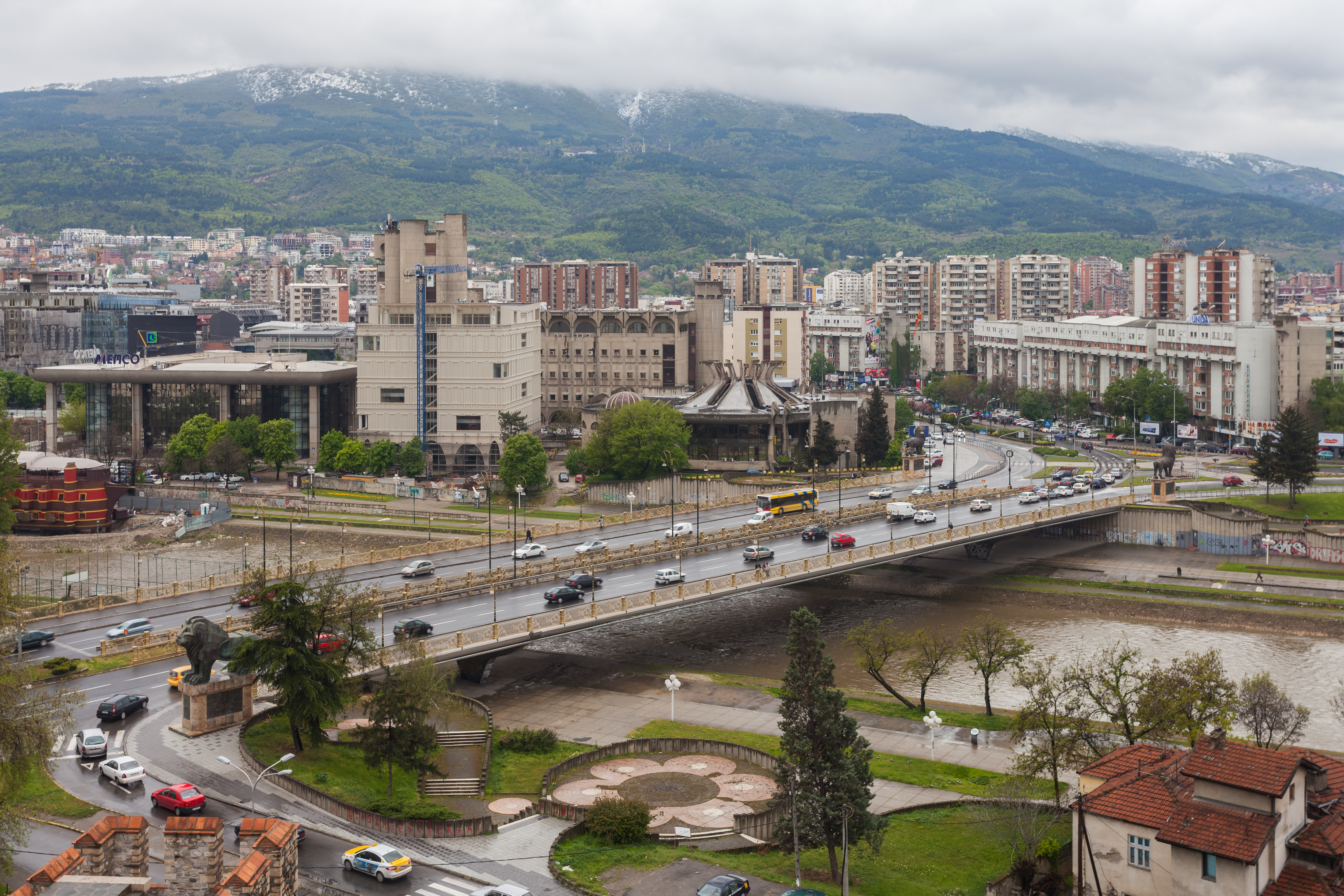
Vista aérea da renovada ponte Goce Delčev

O projeto também incluiu planos para renovar as pontes existentes no centro de Escópia, uma das quais é a Ponte da Liberdade, que liga a rua Vojvoda Vasil Adžilarski, na municipalidade de Tsentar, com a rua Stiv Naumov na municipalidade de Čair. Construída em 1936, começou a ser reformada em 2011 e foi concluída em maio de 2014. O custo total foi de aproximadamente 1,15 milhão de euros.

##### Ponte Goce Delčev
A renovação da ponte Goce Delčev, que liga Ilinden Boulevard em Tsentar ao Boulevard Goce Delčev em Čair, começou em 11 de abril de 2011 e terminou no final do ano. A renovação incluiu novas cercas de cor dourada e 26 postes de iluminação. O projeto custou cerca de 500.000 euros, incluindo 60.000 euros para a nova iluminação. Quatro estátuas representando leões, duas em cada extremidade, também foram colocados na ponte em 2010. As estátua do lado oeste foram forjados em Florença, a um custo de 1,5 milhões de euros.

##### Ponte da Revolução
A Ponte da Revolução, construída pela primeira vez em 1963, cruzando o Vardar, ligando o Boulevard Kočo Racin em Tsentar ao Boulevard Krste Misirkov em Čair, também foi reformada como parte do projeto Escópia 2014. Começou em 9 de dezembro de 2010 e foi concluída em maio de 2011. A reforma incluiu reparos básicos, bem como a instalação de 22 postes de iluminação e cercas de ferro forjado. A renovação custou 450.000 euros.

### Edifícios culturais

#### Sala da Orquestra Filarmônica da Macedônia
Notável no Escópia 2014 por sua arrojada arquitetura moderna, em oposição ao estilo neoclássico visto no projeto, a sala de concertos que abriga a Orquestra Filarmônica da Macedônia é um dos primeiros edifícios do projeto, com a pedra angular tendo sido colocada em junho de 2009. A sala de concertos tem capacidade para 900 pessoas.

#### Museu de Arqueologia

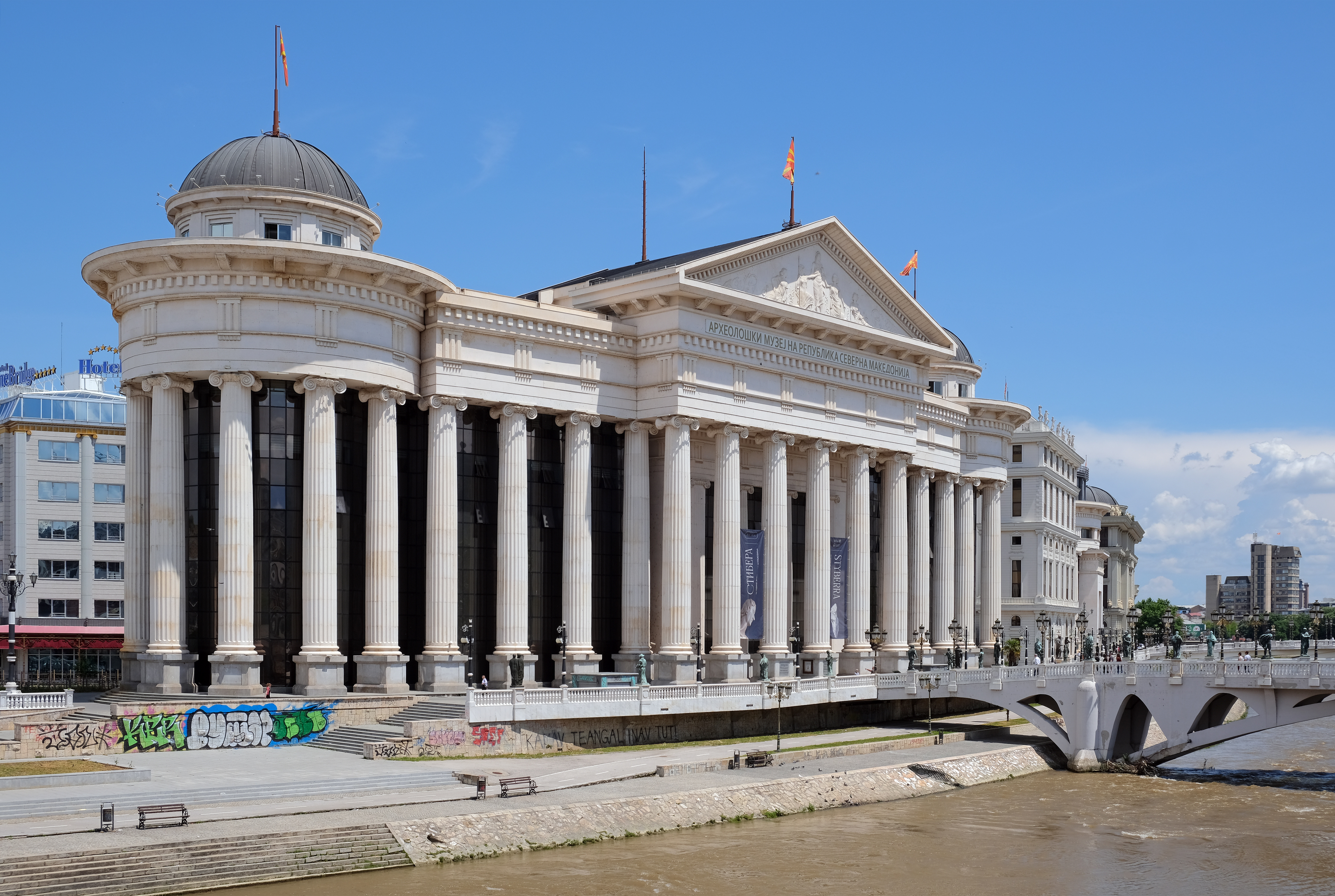
Museu de Arqueologia

O Museu de Arqueologia começou a ser construído em 2009 e foi inaugurado oficialmente em setembro de 2014. Embora o prédio sirva principalmente como museu, também abriga o Tribunal Constitucional e o Arquivo Nacional da República da Macedônia. Está situado na margem oriental do Vardar, do outro lado do rio da Praça da Macedônia. Está entre os edifícios mais monumentais do projeto, com arquitetura renascentista grega. O VMRO-DPMNE, o partido no poder à época, afirmou que o orçamento para a construção foi de 436,000,000 dinars.

#### Museu da Luta Macedônia
The completed Museum of the Macedonian Struggle

O Museu da Luta Macedônia pelo Estado e Independência - Museu do VMRO e Museu das Vítimas do Regime Comunista exibe a luta por uma nação macedônia independente do Império Otomano e depois da Iugoslávia. Está dividido em 16 departamentos e inclui mais de 100 figuras de cera de indivíduos históricos. O museu fica na margem oriental do rio Vardar, a noroeste do Museu de Arqueologia, em frente à Praça da Macedônia. A construção começou em junho de 2008 e foi inaugurada oficialmente em 10 de setembro de 2011. O custo total do museu, que abrange 2.500 m², foi de aproximadamente 10 milhões de euros.

#### Teatro Nacional
O antigo Teatro Nacional destruído em 1963, no terremoto de Escópia, será completamente reconstruído, como parte do projeto Escópia 2014. A construção do edifício, no entanto, começou em dezembro de 2007, três anos antes do anúncio oficial do Escópia 2014. A construção foi originalmente planejada para ser concluída em 2009, mas acabou sendo concluída alguns anos depois. O teatro fica em sua localização original na margem oriental do Vardar. O custo é estimado em pelo menos 6 milhões de euros e pode ser tão alto quanto 30 milhões de euros.

### Reconstruções de fachadas

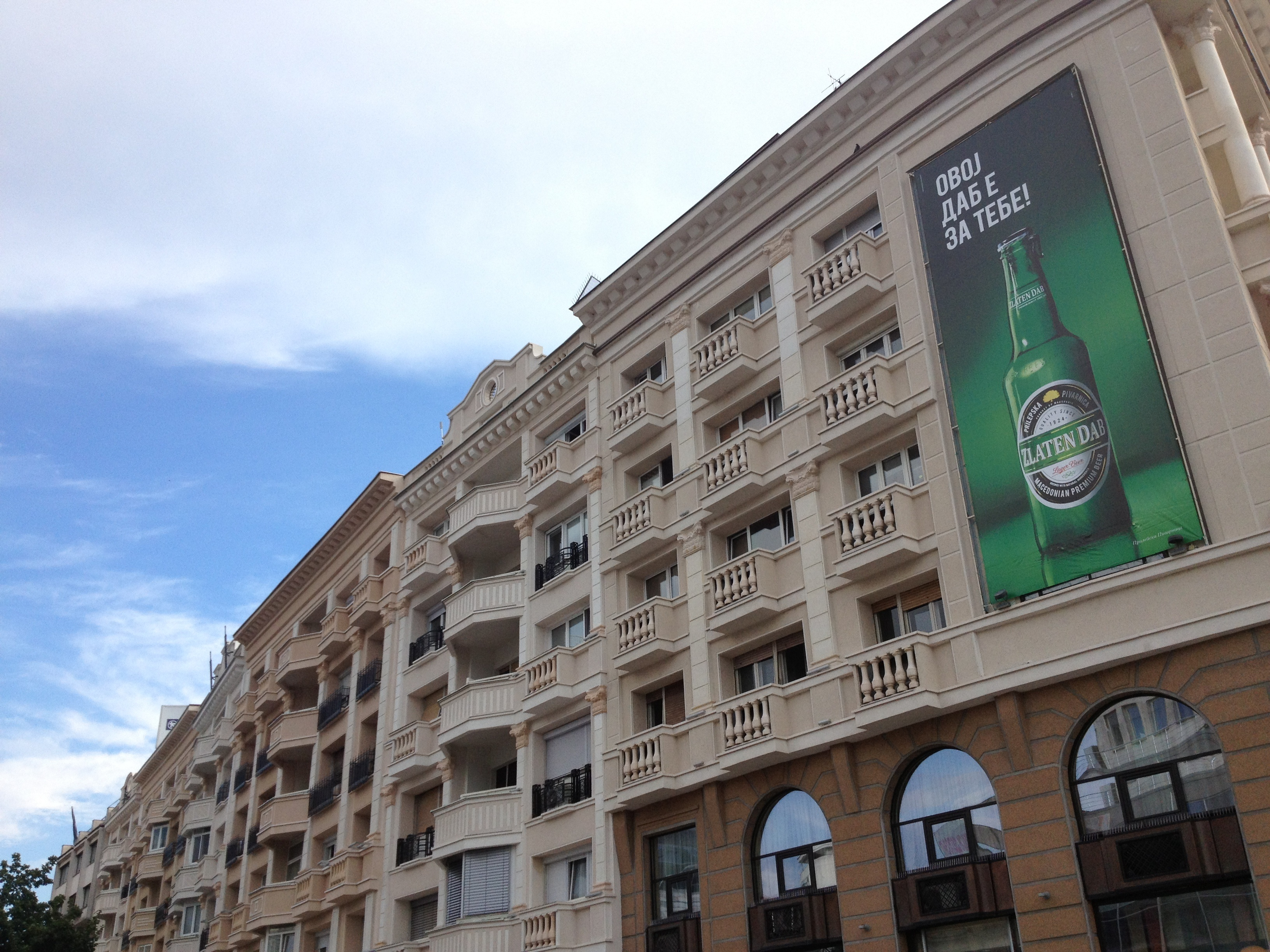
Fachadas reconstruídas perto da Praça da Macedônia

O projeto Escópia 2014 também inclui planos para transformar as fachadas dos edifícios existentes no centro de Escópia em estilo neoclássico. Isso inclui os seguintes edifícios:
- Edifícios ao longo da Rua Dimitrija Čupovski[42]
- Edifícios ao longo da Rua Macedônia
- Edifícios ao longo da Rua Nikola Vapcarov
- Prédios ao redor da Praça da Macedônia[43]
- City Trade Center[44]
- Edifício dos Departamento de Transportes e Comunicações, localizado na Praça da Revolta de Karpoš.[45]
- Edifício do Governo da República da Macedônia. A nova escolha de aparência de fachada para este edifício foi feita pelo público macedônio através de votos online no site do governo. Houve cinco escolhas e a escolha neoclássica ganhou.[46]
- Edifício MEPSO, localizado ao norte da Praça da Macedônia.[47]
- Edifício do Ministério da Justiça [35]
- Edifício doParlamento da Macedônia. A renovação do Parlamento também incluiu a construção de cúpulas sobre o prédio.[48]

### Prédios governamentais
A seguir estão os novos edifícios construídos para abrigar várias funções governamentais.

#### Agência de Comunicações Eletrônicas

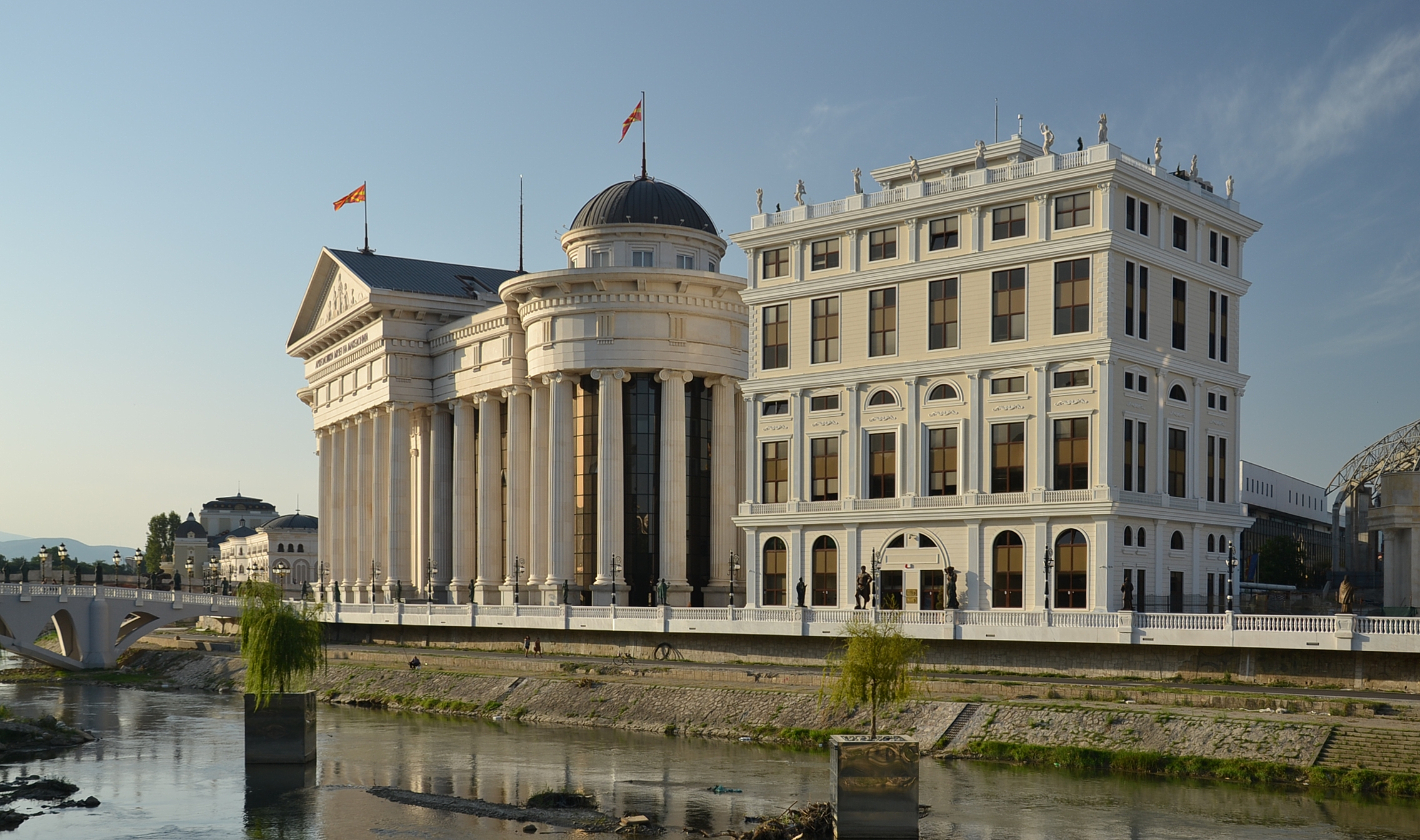
Agência de Comunicações Eletrônicas (à direita)

A pedra fundamental para o novo edifício para abrigar a Agência de Comunicações Eletrônicas foi lançada em 30 de março de 2011. Ela é construída na margem oriental do Vardar, entre dois outros edifícios do Escópia 2014, o Museu de Arqueologia e o Edifício da Polícia Financeira.
O custo total da construção do edifício foi de cerca de 8,5 milhões de euros, que o governo alega ser totalmente financiado pelo orçamento da Agência. Foi concluído em 15 meses, no final do verão de 2012.

#### Tribunal Penal
Um novo edifício do Tribunal Penal foi construído como parte do projeto. A pedra angular do edifício foi colocada em 25 de maio de 2010. O edifício, de 10 andares, tem 74 escritórios judiciais, 22 tribunais e 2 salas de audiência grandes. Há um estacionamento subterrâneo de 2 andares.

#### Edifício da Polícia Financeira

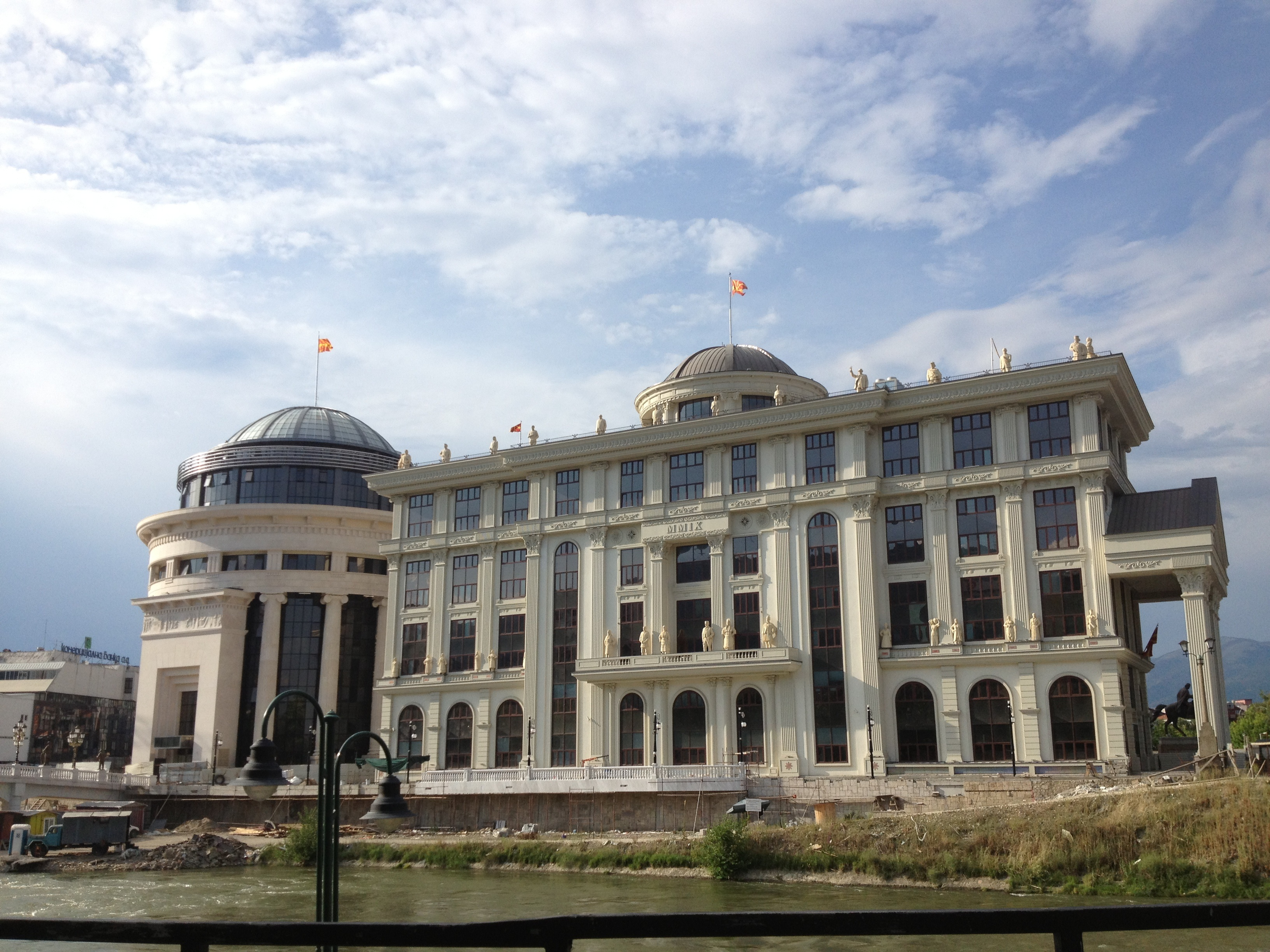
Edifícios da Polícia Financeira e do Ministério dos Negócios Estrangeiros

Em 11 de outubro de 2010, foi lançada a pedra fundamental do novo prédio para abrigar a Polícia Financeira da República da Macedônia. O edifício está localizado entre o novo Ministério dos Negócios Estrangeiros e a nova Agência de Comunicações Eletrônicas. O edifício possui forma cilíndrica e é coberto por um telhado em forma de cúpula. O custo total da construção foi de aproximadamente 13 milhões de euros.

#### Ministério das Finanças
O governo, em março de 2011, investiu 8,9 milhões de euros na transformação de um prédio abandonado incompleto no centro de Escópia em uma nova casa para o Ministério das Finanças. Como os outros edifícios governamentais em Escópia 2014, tem uma aparência neoclássica.

#### Ministério das Relações Exteriores
A construção do novo prédio do Ministério das Relações Exteriores começou em janeiro de 2010. Está localizado na margem oriental do Vardar, entre o Edifício da Polícia Financeira e a Rua Stiv Naumov. Tem dois níveis de cave, sete níveis acima do solo e um terraço no topo do edifício. O edifício tem 27 m de altura e custou 13,5 milhões de euros.

#### Nova Prefeitura
Uma nova prefeitura para Escópia está sendo construída abaixo da Fortaleza Kale, na margem leste do Vardar. Ela está sendo construído, como a maioria dos outros edifícios do projeto, no estilo neoclássico e custará cerca de 15 milhões de euros. Terá 21 m de altura, com seis andares.

#### Antiga Prefeitura
Embora uma nova prefeitura para Escópia esteja sendo construída, a primeira, destruída noterremoto de 1963, será totalmente reconstruída, como parte do projeto Escópia 2014. Será construído em sua localização original no lado norte da Praça da Macedônia, a oeste do Cais do Vardar. Um investidor grego estará construindo a Antiga Prefeitura, bem como um Hotel  Marriott à esquerda do prédio, depois de comprar o terreno em março de 2011.

#### Edifício de Gestão De Água
Entre os edifícios que estão sendo construídos abaixo da Fortaleza Kale, na margem oriental do Vardar, fica o Edifício de Gestão De Água. A construção do edifício começou em dezembro de 2011. Espera-se que seja concluído em 3 anos a um custo de 10 milhões de euros.

### Monumentos

#### Justiniano I

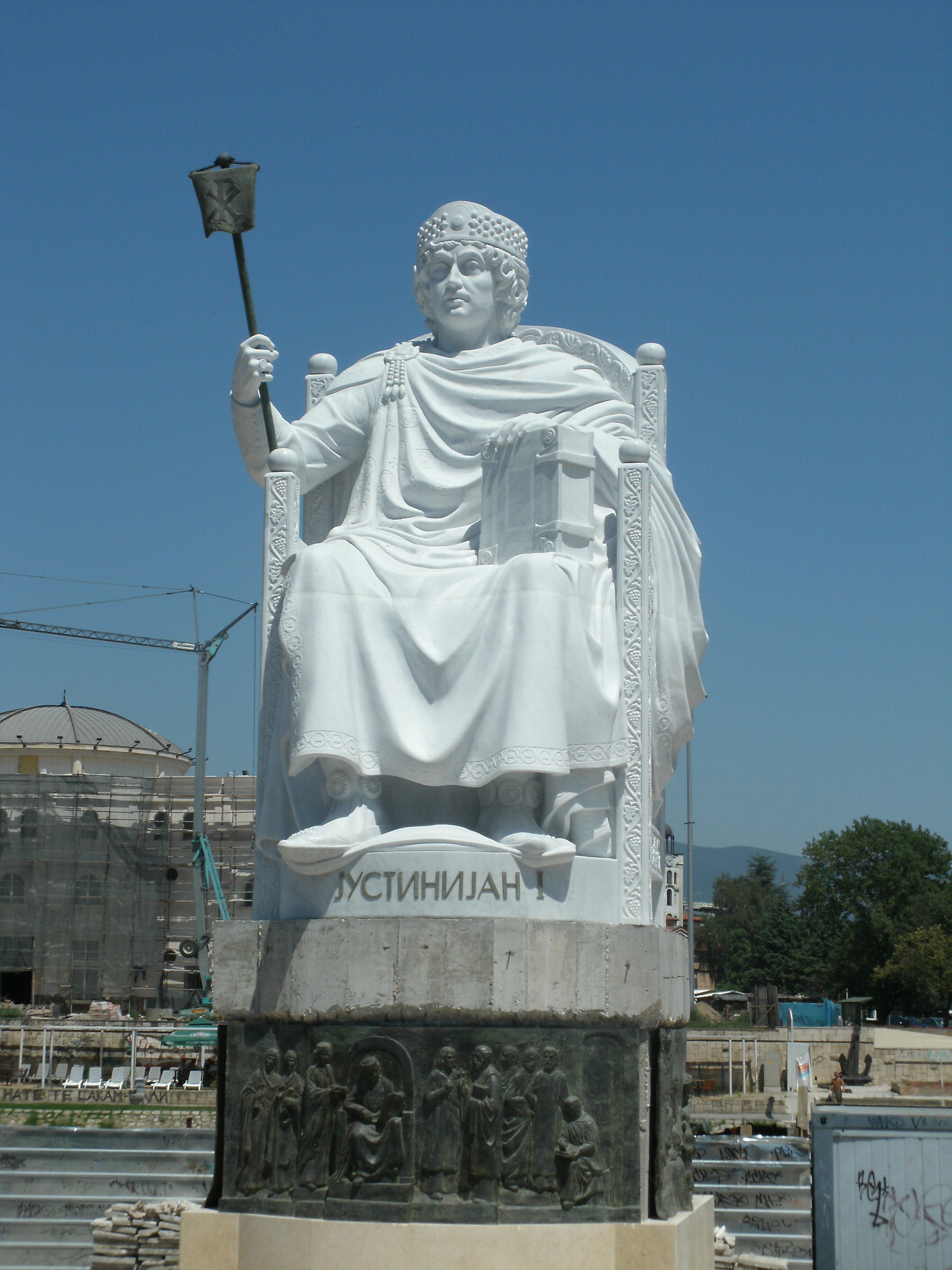
Justiniano I

O monumento a Justiniano I, nascido em Taurésio fora da moderna Escópia, foi colocado na Praça da Macedônia em 16 de junho de 2011. Semelhante ao monumento a Samuel da Bulgária, também na Praça da Macedônia, consiste em Justiniano I sentado em um trono, em cima de um pedestal. O monumento é feito de mármore branco, com exceção dos relevos de bronze no pedestal, também características que compartilha com o monumento de Samuel. O pedestal tem 3,5 m de altura, enquanto Justiniano em seu trono mede mais 5 m de altura.
O monumento fica ao norte da Ponte de Pedra, na margem oeste do rio Vardar. Foi feito em Florença e custou mais de 1 milhão de euros.

#### Madre Teresa
Está prevista a construção de um monumento constituído por uma estátua da Madre Teresa, natural de Escópia, e uma fonte. O monumento estará localizado perto do edifício MEPSO, que fica ao norte da Praça da Macedônia, perto do Cais do Vardar, embora a localização na rotatória perto da Ponte Goce Delčev também seja uma possibilidade. É planejado ficar em torno de 30 m de altura, até mais alto que o monumento Guerreiro em um Cavalo.
Tem sido relatado que uma doação da Índia financiará a construção do novo monumento de Madre Teresa, que já está comemorado na cidade com a Casa Comemorativa de Madre Teresa e uma placa marcando o local de seu nascimento.

#### Pavilhão da Praça da Macedônia

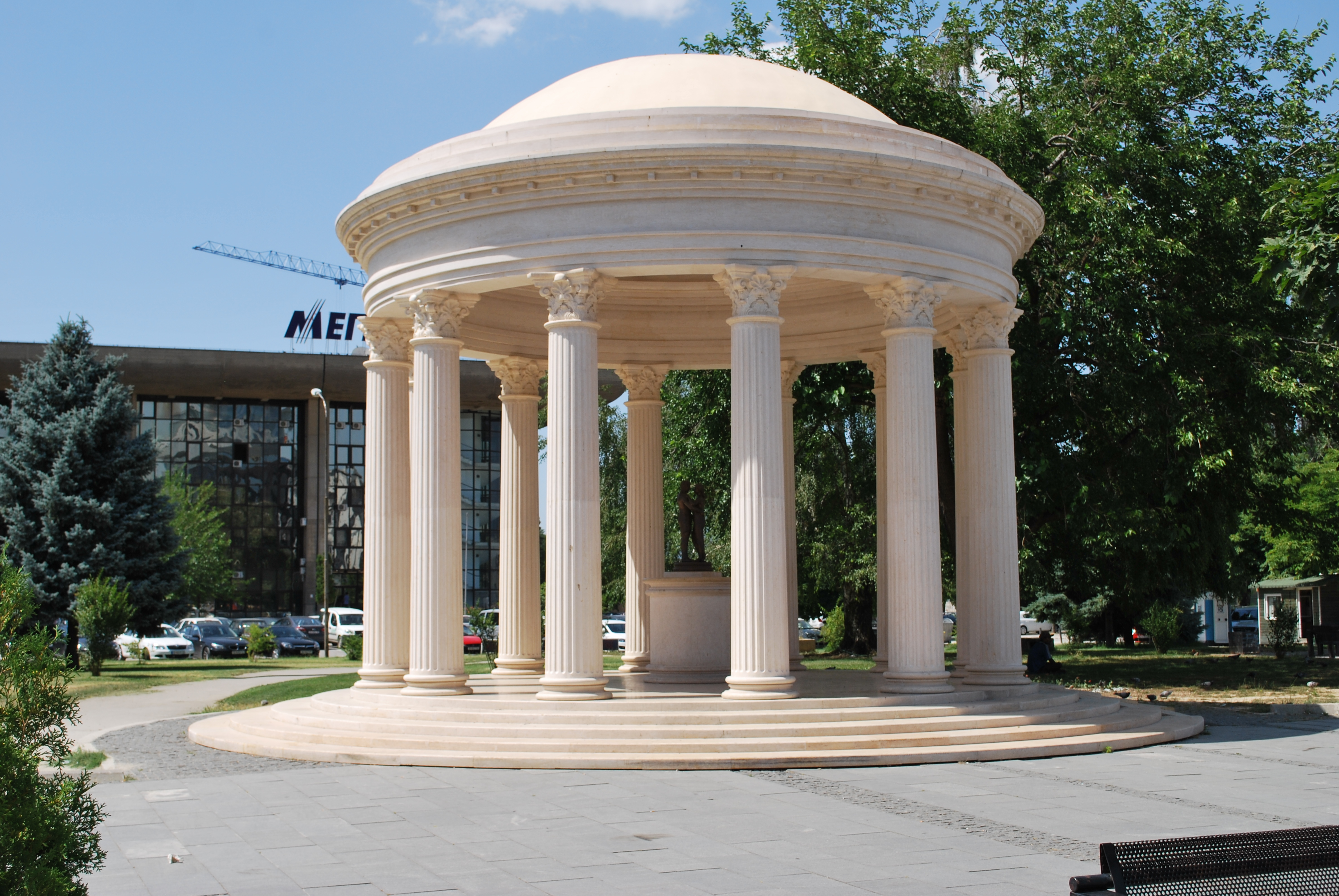
O Pavilhão da Praça da Macedônia

O Pavilhão na Praça da Macedônia está situado no lado norte da praça. A construção começou no início de 2011 e foi concluída no final daquele ano a um custo de 350.000 euros. O pavilhão é composto de uma cúpula apoiada por várias colunas, cobrindo uma estátua de um casal romântico.

#### Porta Macedônia

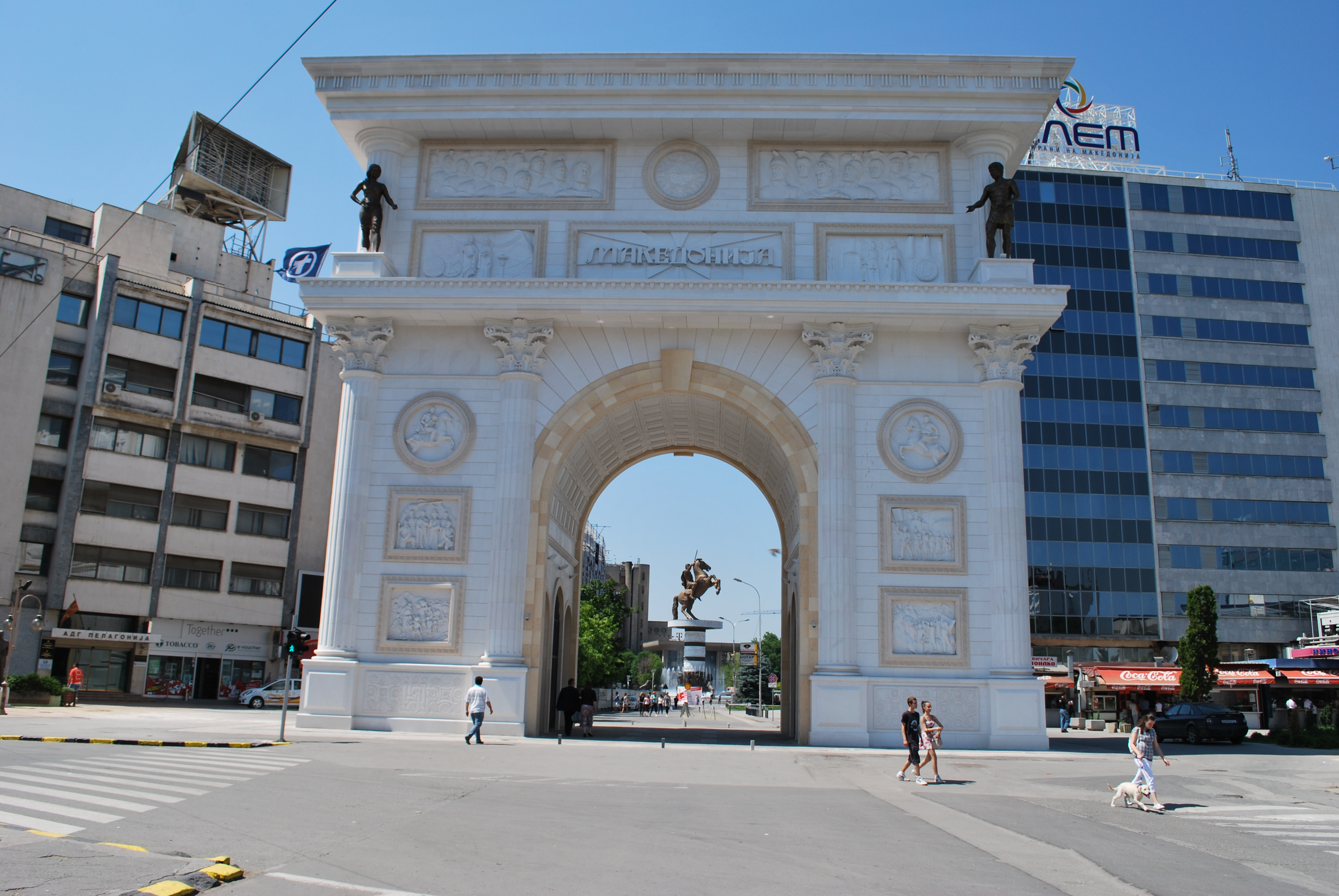
Porta Macedônia

Um dos principais símbolos do projeto é a Porta Macedônia, um arco triunfal situado na rua 11 de outubro, perto da Praça da Macedônia. O arco é destinado a comemorar a longa luta pela independência da Macedônia. Tem 21 m de altura e contém 32 relevos esculpidos no lado de fora, retratando eventos desde a pré-história até a independência da República da Macedônia. O interior do arco é composto por dois níveis, em que uma loja de lembranças e uma galeria estão localizados, e uma plataforma de observação no último andar. Foi formalmente aberto ao público na véspera do Natal ortodoxo, em 6 de janeiro de 2012. A construção da Porta Macedônia é estimada em 4,5 milhões de euros.

#### Czar Samuel

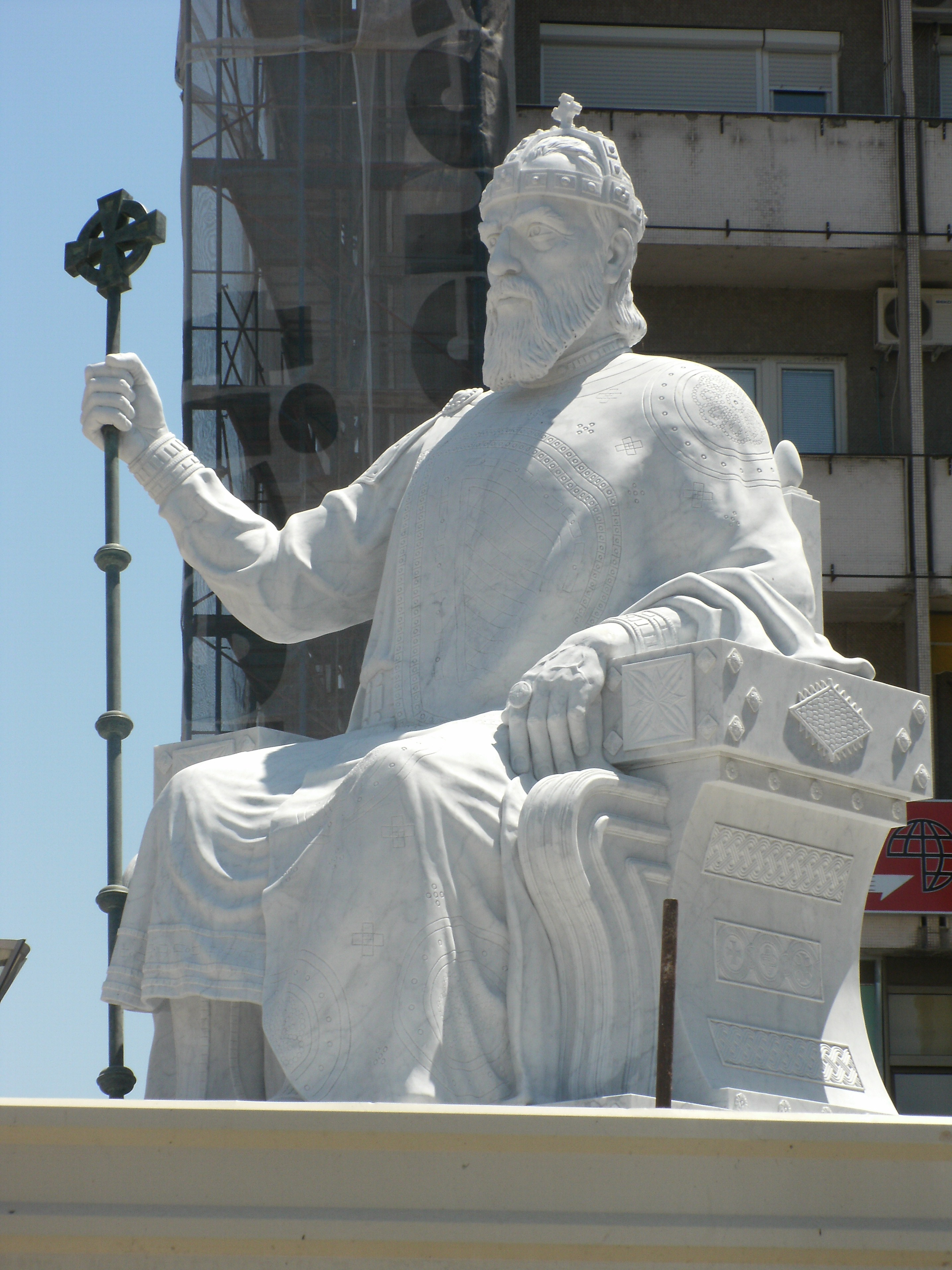
O monumento a Czar Samuel

O monumento a Samuel da Bulgária está entre os novos pontos focais da Praça da Macedônia. Revelado oficialmente em 28 de junho de 2011, está situado em frente ao edifício Pelister, à direita de onde Rua  Macedônia encontra a  Praça da Macedônia.
O monumento, principalmente em mármore branco, consiste em uma representação do czar Samuel sentado em um trono, totalizando 5 m de altura, e é colocado em um pedestal que tem mais 3,5 m de altura. Os relevos nas laterais do pedestal são de bronze. O czar Samuel, no monumento, segura um cetro. Feito em Florença, o custo total foi de aproximadamente 3,5 milhões de euros.

#### Monumento ao Guerreiro
No lado oposto daPonte de Pedra da Praça da Macedônia está a Praça da Rebelião de Karpoš, que serve como entrada principal para o Antigo Bazar. Ela  passoi por uma grande reconstrução, como parte do Escópia 2014, e sua nova peça central é a estátua e fonte oficialmente denominada "Guerreiro", embora seja amplamente aceito que a estátua seja uma representação de Filipe II da Macedônia. A estátua foi colocada na praça em 22 de maio de 2012.
Feita em Vicenza, a estátua tem 15 m de altura e é colocada em um pedestal de 13 m de altura. Todo o monumento custou cerca de 2 milhões de euros.

#### Monumento Guerreiro a Cavalo
Talvez o principal símbolo do projeto Escópia 2014 seja a estátua e fonte Guerreiro a Cavalo (Macedônio: Воин на коњ) no centro da Praça da Macedônia. Acredita-se que retrate Alexandre, o Grande, embora não seja oficialmente nomeado em sua homenagem.em macedônio/macedónio:  Воин на коњ
A estátua foi esculpida por Valentina Stevanovska e forjada em Florença. "Alexandre" foi oficialmente concluída em 8 de setembro de 2011 para comemorar os 20 anos da independência da República da Macedônia. Possui 14,5 m  de altura e está sobre uma coluna cilíndrica de 10 m de altura. A coluna consiste em três grandes seções de marfim, cada uma separada por um anel de bronze fino. Cada seção contém relevos diferentes. A coluna está em uma fonte. Na base da coluna estão 8 soldados de bronze, cada um com 3 m de altura. Há também oito leões de bronze, cada um com 2,5 m de altura, em torno das bordas da piscina da fonte, quatro dos quais agem como parte da fonte, liberando água de suas bocas. A fonte também toca música.
O custo total do Guerreiro a Cavalo é de cerca de 7,5 milhões de euros.

#### Outros monumentos
Além dos principais monumentos no Escópia 2014 acima, muitos outros foram erguidos ou planejados para a cidade. Estes incluem:
| Pessoa/grupo retratado                                                             | Custo estimado (€)                             | Localização                                                                                 | Referência    | Imagem |
| ---------------------------------------------------------------------------------- | ---------------------------------------------- | ------------------------------------------------------------------------------------------- | ------------- | ------ |
| Nexhat Agolli                                                                      | Parque Žena Borec                              |                                                                                             |               |        |
| Todor Aleksandrov                                                                  | 350,000                                        | Parque Češma, Municipalidade de Kisela Voda                                                 | [ 70 ] [ 71 ] |        |
| Metodija Andonov-Čento                                                             | 800,000                                        | Praça da Macedônia, em frente ao edifício Trend                                             | [ 72 ]        |        |
| ASNOM                                                                              | 1.9 milhão                                     | Parque Žena Borec, através da rua do 11 de outubro do edifício do parlamento                | [ 73 ]        |        |
| Josif Bageri                                                                       | em frente ao Teatro Nacional                   |                                                                                             |               |        |
| Gemidzii                                                                           | 970,000                                        | Praça da Macedônia                                                                          | [ 74 ]        |        |
| Pjetër Bogdani                                                                     | Praça da Macedônia, no final da Ponte de Pedra |                                                                                             |               |        |
| Vasil Čakalarov                                                                    | 330,000                                        | na intersecção do Boulevard Metropolitan Theodosius Gologanov e da Rua Kosturski Heroi      | [ 75 ]        |        |
| Dimitrija Čupovski                                                                 | 80,000 – 141,000                               | Praça da Macedônia                                                                          | [ 76 ]        |        |
| Defensores da Macedônia (Soldados caídos da insurgência na República da Macedônia) | 232,800 – 320,000                              | Parque Žena Borec                                                                           | [ 77 ]        |        |
| Goce Delčev                                                                        | 850,000                                        | Praça da Macedônia, no final da Ponte de Pedra                                              | [ 78 ]        |        |
| Dame Gruev                                                                         | 850,000                                        | Praça da Macedônia, no final da Ponte de Pedra                                              |               |        |
| Pitu Guli                                                                          | 118,192                                        | em frente ao prédio do Parlamento, Parque Žena Borec                                        | [ 79 ]        |        |
| Heróis Caídos da Macedônia                                                         | 2.3 million                                    | Parque Žena Borec                                                                           | [ 80 ]        |        |
| Fundadores da Organização Revolucionária Interna da Macedônia                      | 1.2 mihões                                     | Parque Žena Borec                                                                           |               |        |
| Fonte das Mães da Macedônia                                                        |                                                | Praça da Rebelião de Karpoš                                                                 |               |        |
| Fonte dos Cavalos                                                                  |                                                | Praça da Rebelião de Karpoš                                                                 | [ 81 ]        |        |
| Kuzman Josifovski-Pitu                                                             |                                                | perto de Monumento aos Defensores da Macedônia                                              |               |        |
| Nikola Karev                                                                       | 715,000                                        | em frente ao prédio do Parlamento                                                           | [ 82 ]        |        |
| Karpoš                                                                             | 540,000                                        | banco oriental do Vardar, em frente ao Museu de Arqueologia                                 | [ 83 ]        |        |
| Krste Misirkov                                                                     | 170,000 – 180,000                              | Parque Krste Misirkov, perto do Tribunal de Recurso                                         | [ 84 ]        |        |
| Gjorče Petrov                                                                      | 350,000                                        | Municipalidade de Gjorče Petrov                                                             | [ 48 ]        |        |
| Filipe II da Macedônia                                                             | 330,000                                        | Avtokomanda                                                                                 | [ 85 ]        |        |
| Dimitar Popgeorgiev                                                                | 67,000                                         | Praça da Macedônia, em frente ao prédio do Narodna Banka                                    | [ 86 ]        |        |
| Gjorgji Pulevski                                                                   | 142,000                                        | margem oriental do Vardar, em frente ao Museu da Luta Macedônia, ao norte da Ponte de Pedra | [ 61 ]        |        |
| Santos Clemente e Naum de Ocrida                                                   | 580,000                                        | banco oriental do Vardar, no final da Ponte de Pedra                                        |               |        |
| Santos Cirilo e Metódio                                                            | 540,000                                        | banco oriental do Vardar, no final da Ponte de Pedra                                        | [ 87 ]        |        |
| Jane Sandanski                                                                     | 250,000                                        | Municipalidade de Aerodrom                                                                  | [ 88 ]        |        |
| Boris Sarafov                                                                      |                                                | perto do Ministério das Relações Exteriores                                                 | [ 89 ]        |        |
| Pavel Šatev                                                                        |                                                | perto do City Trade Center e Porta Macedônia                                                | [ 90 ]        |        |
| Hristo Tatarčev                                                                    |                                                | perto do cruzamento das ruas Dimitrija Čupovski e 11 de outubro, perto de Porta Macedônia   |               |        |
| Hristo Uzunov                                                                      | 120,000                                        | em frente ao Ministério da Justiça, na rua Dimitrija Čupovski                               |               |        |

### Diversos

#### Embarcações ancoradas no rio Vardar

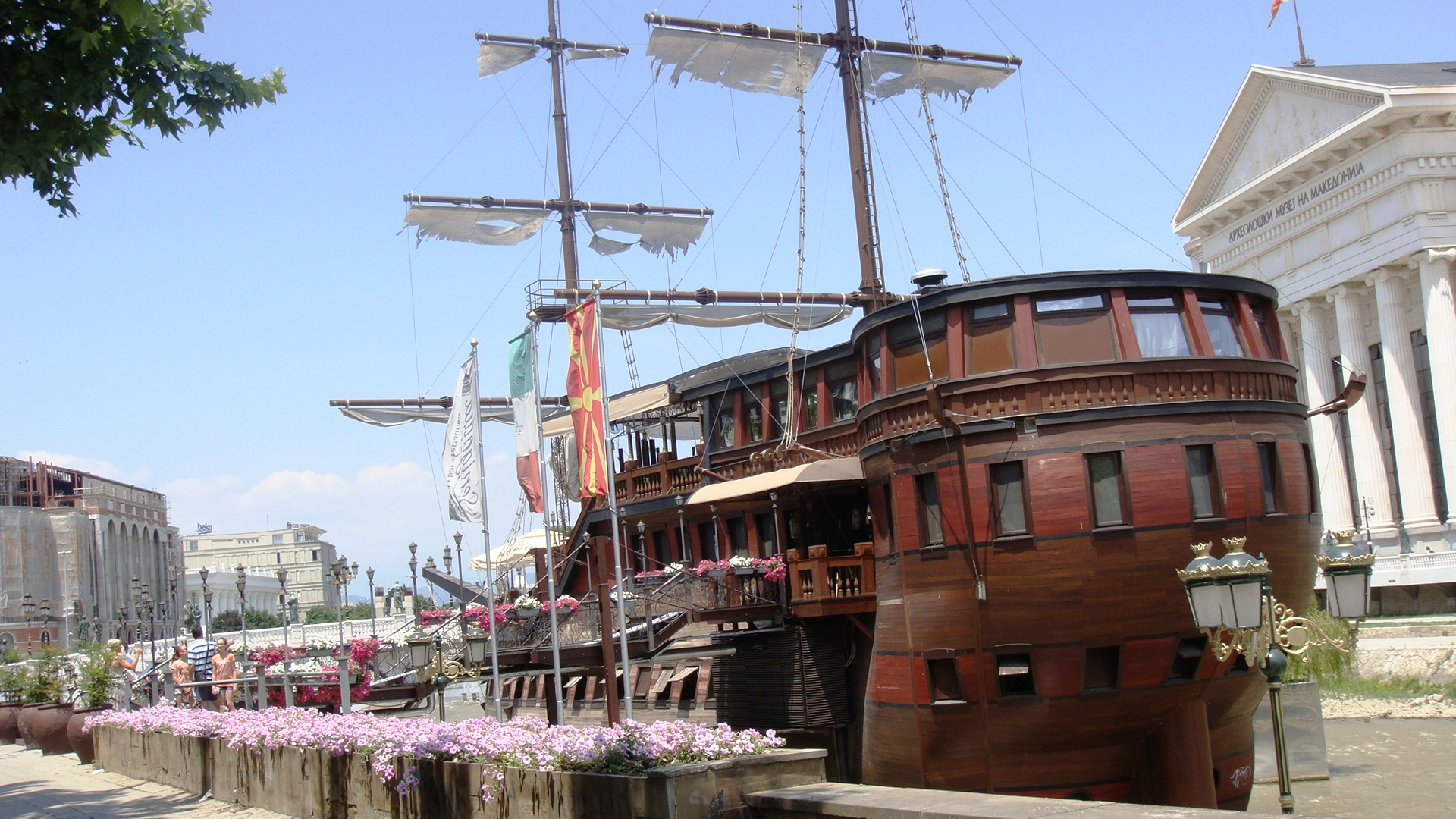
Um dos barcos construídos no rio Vardar

O primeiro de quatro barcos construídos, como restaurantes e cafés, no rio Vardar, foi inaugurado em julho de 2014. Os barcos são erguidos no leito do rio e, assim, permanecerão em seus locais planejados permanentemente. Os barcos, todos situados no centro de Escópia, são no estilo barroco.

#### Roda gigante
A construção de uma roda gigante era prevista no rio Vardar. Isso exigiria a construção de uma nova ponte para pedestres, para ir do Museu da Luta Macedônia até o Edifício MEPSO. Nenhum plano final para o projeto foi aprovado.

#### Edifício de escritórios na Praça da Macedônia

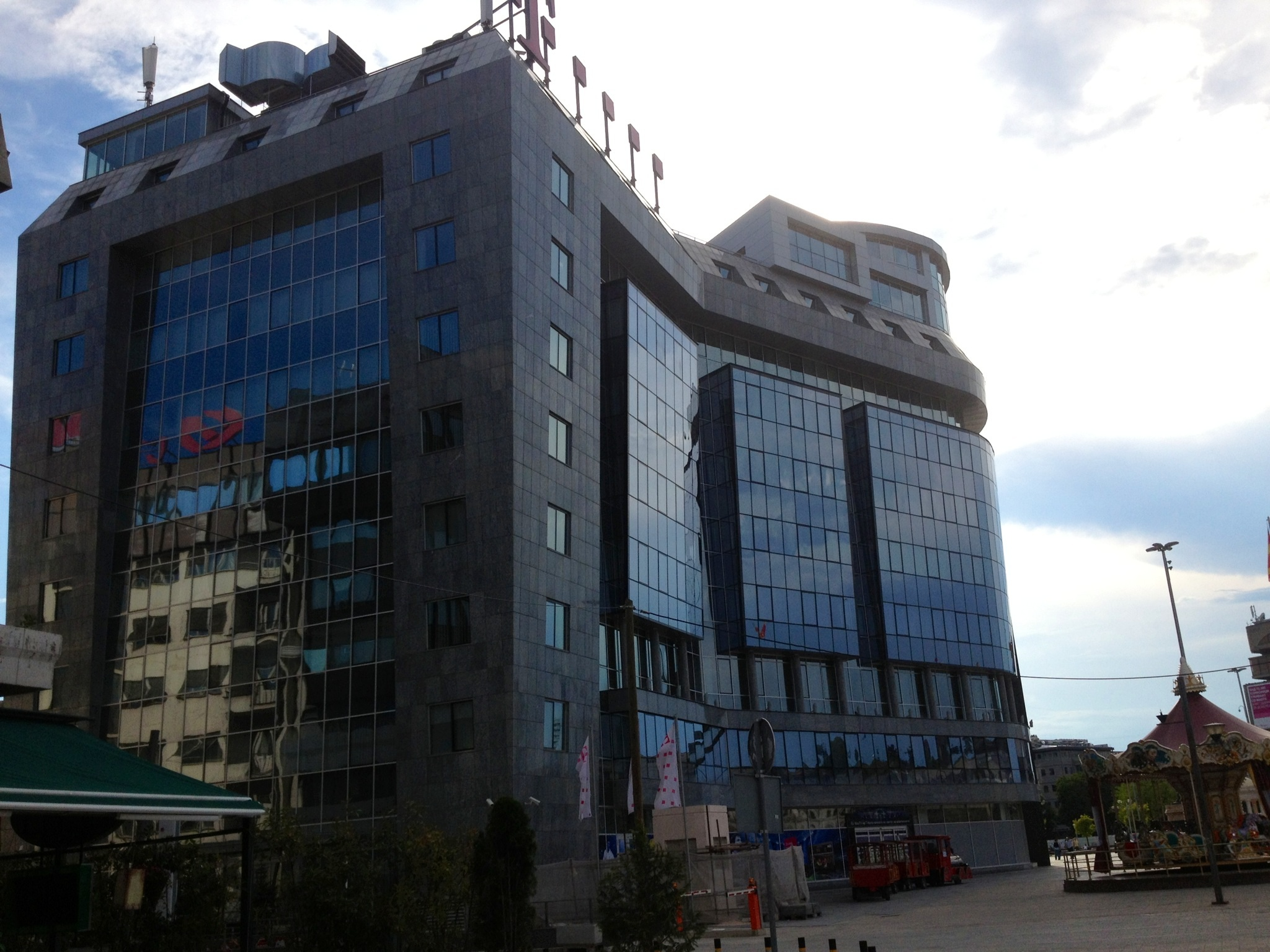
O edifício de escritórios

#### Praça Skanderbeg

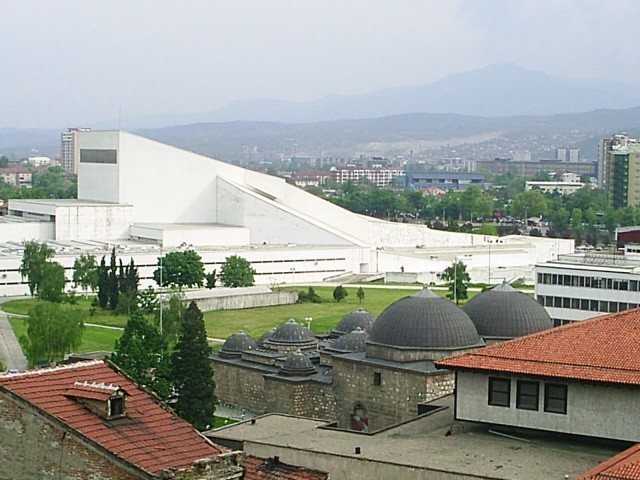
Ópera Macedônica

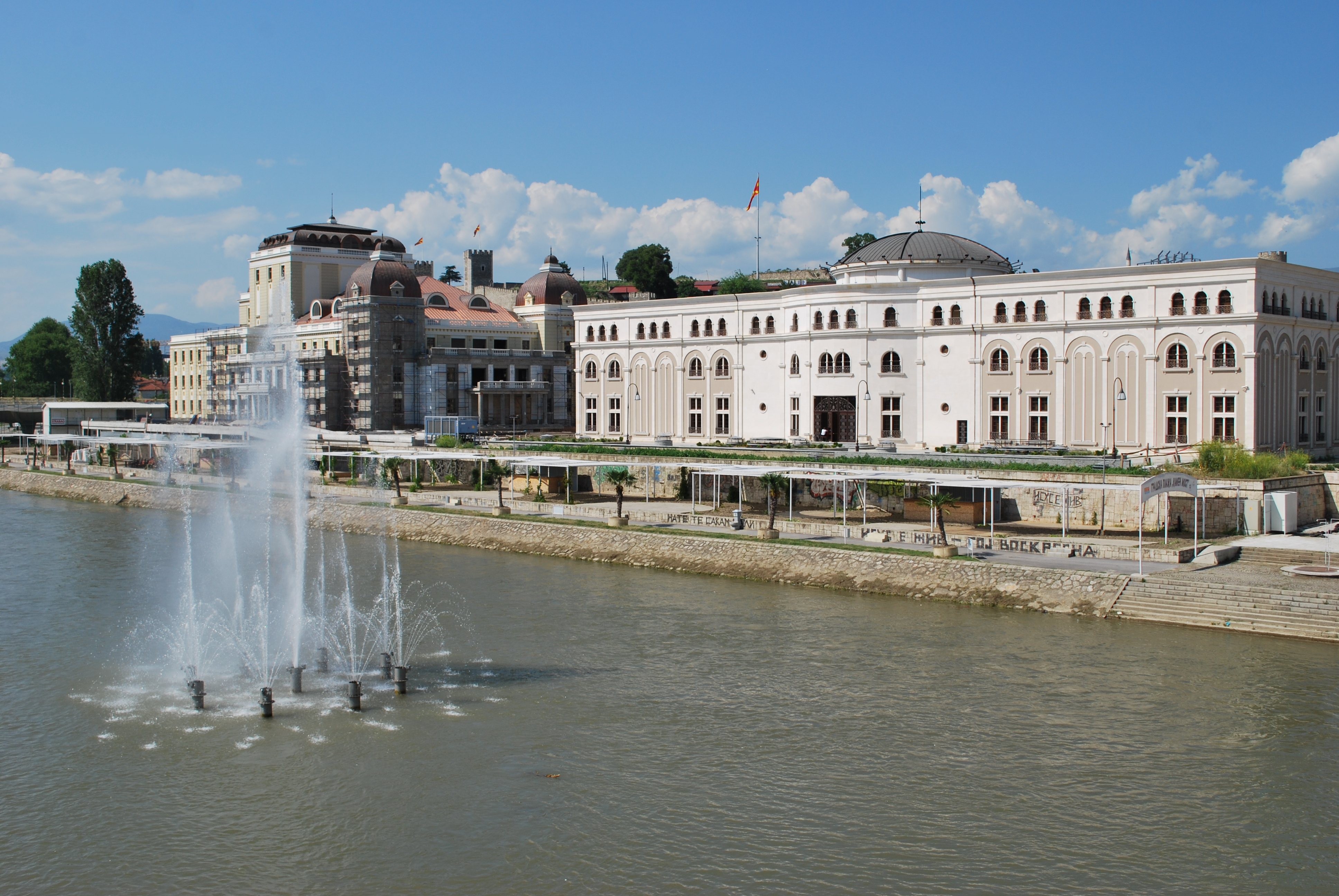
Uma das fontes do rio Vardar

#### Outros

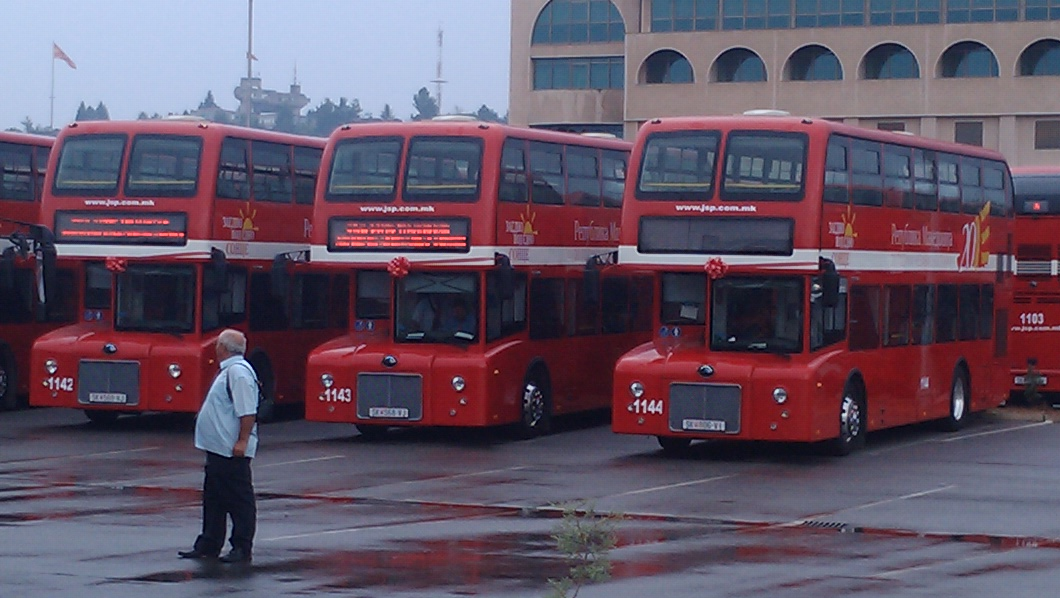
Ônibus de dois andares